# Balta Albă - Amara - Jirlău - Lacul Sărat Câineni
Balta Albă - Amara - Jirlău - Lacul Sărat Câineni este o arie protejată (sit de importanță comunitară — SCI) din România, desemnată în scopul protejării biodiversității și menținerii într-o stare de conservare favorabilă a florei spontane și faunei sălbatice, precum și a habitatelor naturale de interes comunitar aflate în arealul zonei de protecție. Aceasta este întinsă pe o suprafață de 6.397,6 ha, integral pe uscat.

## Localizare
Centrul sitului Balta Albă - Amara - Jirlău - Lacul Sărat Câineni este situat la coordonatele 45°17′21″N 27°19′00″E / 45.289225°N 27.316536°E. Situl se întinde pe teritoriile administrative ale comunelor Galbenu, Grădiștea, Jirlău și Vișani din județul Brăila; și pe cele ale comunelor Balta Albă și Boldu din județul Buzău.

## Înființare
Situl Balta Albă - Amara - Jirlău - Lacul Sărat Câineni (ROSCI0005) a fost declarat sit de importanță comunitară în decembrie 2007 pentru a proteja 8 specii de animale.

## Biodiversitate
Situată în ecoregiunea de stepă, aria protejată conține 3 habitate naturale: Stepe și mlaștini sărate panonice, Ape puternic oligomezotrofe cu vegetație bentonică cu Chara spp., Salicornia și alte specii anuale care populează regiunile mlăștinoase și nisipoase.
La baza desemnării sitului se află mai multe specii protejate:
- amfibieni (1): buhai de baltă cu burtă roșie (Bombina bombina)
- mamifere (2): vidră de râu (Lutra lutra), popândău (Spermophilus citellus)
- nevertebrate (2): fluturele vărgat (Euplagia quadripunctaria), fluturele purpuriu (Lycaena dispar)
- pești (2): zvârlugă (Cobitis taenia Complex), țipar (Misgurnus fossilis)
- reptile (1): țestoasa de baltă (Emys orbicularis)

Pe lângă speciile protejate, pe teritoriul sitului au mai fost identificate 22 de specii de plante, 4 specii de amfibieni, 3 specii de mamifere, 1 specie de nevertebrate, 3 specii de reptile.